# Serve Yourself
"Serve Yourself" är en låt skriven 1980 av John Lennon, utgiven 1998 på albumet John Lennon Anthology och Wonsaponatime och 2010 på John Lennon Signature Box. Låten är en parodi av Bob Dylans sång Gotta Serve Somebody från 1979.